# Valentino Fois
Valentino Fois [uitspraak: 'vɑlɛntinoː 'fɔis ; fo-IES] (Bergamo, 23 september 1973 – Villa d'Almè, 28 maart 2008) was een Italiaans wielrenner. Na zijn overwinning in de amateurwedstrijd Ronde van de Valle d'Aosta kreeg hij in 1996 een profcontract bij Panaria. In dat jaar reed hij onder andere de Tour de France, waarin hij 52e werd. Hij reed vervolgens bij veel verschillende teams vooral in dienst van zijn kopmannen, onder wie Marco Pantani bij Mercatone Uno. Hierdoor kwam hij zelf niet in de gelegenheid om veel wedstrijden te winnen, maar het lukte hem toch om een paar kleine wedstrijden op zijn naam te schrijven.

## Doping, drugs en criminaliteit
Fois is twee keer geschorst voor het gebruik van doping. In het dopingjaar 1998 zat hij een straf uit en in 2002 kreeg hij nogmaals een straf, nu voor drie jaar. Fois kreeg toen last van depressies en in 2007 zat hij honderd dagen in de gevangenis wegens het stelen van twee laptops. Hij zei dat in een dronken bui te hebben gedaan.
In november 2007 tekende hij toch een nieuw contract bij de pauselijke ploeg Amore & Vita, waardoor hij in 2008 zijn rentree maakte in het wielrennen. In de daaropvolgende maanden vertelde hij ronduit over hoe zijn dopinggebruik later leidde tot een verslaving aan drugs en alcohol. Wielersite Bikeradar vindt het echter te eenvoudig om zijn achteruitgang te wijten aan de grotere problemen in de wielersport. Hij stond ook al bekend als een gevoelig en fragiel persoon.

## Overlijden
Net als zijn gewezen kopman Pantani sukkelde Fois met een drugsverslaving die hem waarschijnlijk fataal is geworden. Hij overleed aan een acute longontsteking, nadat zijn lichaam was verzwakt door alcohol- en drugsgebruik. Het lichaam van Fois werd gevonden door zijn moeder, bij wie hij woonde.
Fois reed in maart 2008 nog de Ivoriaanse ronde van de vrede. Achteraf blijkt dit zijn laatste koers te zijn geweest. Op de dag van zijn overlijden trainde Fois nog met ploeg- en streekgenoot Ivan Quaranta.
Bij het overlijden van Fois worden diverse parallellen getrokken met de levensloop van Marco Pantani. Ook Pantani stierf op 34-jarige leeftijd, Pantani en Fois reden samen bij Mercatone Uno en beiden raakten aan lager wal na een dopingschorsing.

## Overwinningen
1996
- 5e etappe Ronde van Polen

1998
- 2e etappe Tour Süd
- 4e etappe Tour Süd

1999
- Ronde van Mendrisiotto

## Resultaten in voornaamste wedstrijden
| Jaar | Ronde van Italië | Ronde van Frankrijk | Ronde van Spanje |
| ---- | ---------------- | ------------------- | ---------------- |
| 1996 |                  | 52e                 |                  |
| 1997 |                  | opgave              |                  |
| 1998 |                  |                     |                  |
| 1999 |                  |                     |                  |

| Jaar | Ronde van Lombardije |
| ---- | -------------------- |
| 1996 | 25e                  |
| 1997 |                      |
| 1998 | 37e                  |
| 1999 | 41e                  |